# Thitipong Warokorn
Thitipong Warokorn (Chonburi, 27 gennaio 1989) è un pilota motociclistico thailandese.

## Carriera

### Motomondiale
Esordisce nel motomondiale nel 2013, prendendo il posto del connazionale Ratthapark Wilairot a partire dal Gran Premio di Indianapolis, in sella alla Suter MMX2 del team Thai Honda PTT Gresini. Finisce però la stagione anzitempo, causa infortunio, venendo sostituito negli ultimi due GP del campionato da Franco Morbidelli.
Nel 2014 passa alla Kalex Moto2 del team APH PTT The Pizza SAG. Non ottiene punti validi per la classifica mondiale. Rimane nello stesso team anche nella stagione 2015, non ottenendo punti.

### Le Wild card a Buriram
Nel 2017 partecipa al Gran Premio di Thailandia nel campionato mondiale Supersport in sella ad una Kawasaki ZX-6R del team Kawasaki Puccetti Racing in sostituzione dell'infortunato Kenan Sofuoğlu. Chiude la gara al quarto posto ed i punti così ottenuti gli consentono di chiudere al ventiseiesimo posto in classifica piloti. Nel 2018 partecipa nuovamente al Gran Premio Thailandese, questa volta nelle vesti di wild card, alla guida di una Kawasaki gestita dal team CORE Kawasaki Thailand Racing. Chiude la gara con un quinto posto, i punti così ottenuti gli consentono di chiudere al ventesimo posto in classifica piloti. Nello stesso anno corre nella classe Moto2 del motomondiale il Gran Premio di Thailandia sulla Kalex del team SAG al posto di Alejandro Medina, chiude la gara al diciottesimo posto, non ottenendo punti validi per la classifica mondiale. Nel 2019 partecipa, in qualità di wild card, al Gran Premio di Thailandia nel mondiale Superbike alla guida di una Kawasaki ZX-10RR, è iscritto anche al Trofeo Indipendenti. Non ottiene punti in gara e termina l'evento con un infortunio.
Nelle annate successive gareggia come titolare nell'Asian Road Racing Championship.

## Risultati in gara

### Motomondiale
| 2013 | Classe | Moto  |  |  |  |  |  |  |  |  |    |    |    |    |    |    |    |    |     |     |  | Punti | Pos. |
| ---- | ------ | ----- |  |  |  |  |  |  |  |  | -- | -- | -- | -- | -- | -- | -- | -- | --- | --- |  | ----- | ---- |
| 2013 | Moto2  | Suter |  |  |  |  |  |  |  |  | NE | 29 | 24 | 26 | 26 | 24 | 23 | NP | Inf | Inf |  | 0     |      |

| 2014 | Classe | Moto  |    |    |    |    |     |    |    |    |    |    |    |    |    |    |    |     |    |    |  | Punti | Pos. |
| ---- | ------ | ----- | -- | -- | -- | -- | --- | -- | -- | -- | -- | -- | -- | -- | -- | -- | -- | --- | -- | -- |  | ----- | ---- |
| 2014 | Moto2  | Kalex | 20 | 22 | 24 | 28 | Rit | 31 | 24 | 29 | 26 | 27 | 29 | 28 | 30 | 30 | 25 | Rit | 21 | 28 |  | 0     |      |

| 2015 | Classe | Moto  |    |    |    |    |    |    |    |    |    |    |    |     |    |    |     |    |    |    |  | Punti | Pos. |
| ---- | ------ | ----- | -- | -- | -- | -- | -- | -- | -- | -- | -- | -- | -- | --- | -- | -- | --- | -- | -- | -- |  | ----- | ---- |
| 2015 | Moto2  | Kalex | 19 | 23 | 24 | 22 | 22 | 21 | 25 | 23 | 22 | 18 | 25 | Rit | 20 | 22 | Rit | 25 | 27 | 23 |  | 0     |      |

| 2018 | Classe | Moto  |  |  |  |  |  |  |  |  |  |  |  |  |  |  |    |  |  |  |  | Punti | Pos. |
| ---- | ------ | ----- |  |  |  |  |  |  |  |  |  |  |  |  |  |  | -- |  |  |  |  | ----- | ---- |
| 2018 | Moto2  | Kalex |  |  |  |  |  |  |  |  |  |  |  |  |  |  | 18 |  |  |  |  | 0     |      |

| Legenda | 1º posto        | 2º posto            | 3º posto            | A punti      | Senza punti        | Grassetto – Pole position Corsivo – Giro più veloce |
| Legenda | Gara non valida | Non qual./Non part. | Ritirato/Non class. | Squalificato | '-' Dato non disp. | Grassetto – Pole position Corsivo – Giro più veloce |

### Campionato mondiale Supersport
| 2015 | Moto  |  |    |  |  |  |  |  |  |  |  |  |  |  |  | Punti | Pos. |
| ---- | ----- |  | -- |  |  |  |  |  |  |  |  |  |  |  |  | ----- | ---- |
| 2015 | Honda |  | 16 |  |  |  |  |  |  |  |  |  |  |  |  | 0     |      |

| 2017 | Moto     |  |   |  |  |  |  |  |  |  |  |  |  |  |  | Punti | Pos. |
| ---- | -------- |  | - |  |  |  |  |  |  |  |  |  |  |  |  | ----- | ---- |
| 2017 | Kawasaki |  | 4 |  |  |  |  |  |  |  |  |  |  |  |  | 13    | 26º  |

| 2018 | Moto     |  |   |  |  |  |  |  |  |  |  |  |  |  |  | Punti | Pos. |
| ---- | -------- |  | - |  |  |  |  |  |  |  |  |  |  |  |  | ----- | ---- |
| 2018 | Kawasaki |  | 5 |  |  |  |  |  |  |  |  |  |  |  |  | 11    | 20º  |

| Legenda | 1º posto        | 2º posto            | 3º posto           | A punti      | Senza punti        | Grassetto – Pole position Corsivo – Giro più veloce |
| Legenda | Gara non valida | Non qual./Non part. | Ritirato/Non class | Squalificato | '-' Dato non disp. | Grassetto – Pole position Corsivo – Giro più veloce |

### Campionato mondiale Superbike
| 2019 | Moto     |  |  |  |    |     |    |  |  |  |  |  |  |  |  |  |  |  |  |  |  |  |  |  |  |  |  |  |  |  |  |  |  |  |  |  |  |  |  |  |  |  |  | Punti | Pos. |
| ---- | -------- |  |  |  | -- | --- | -- |  |  |  |  |  |  |  |  |  |  |  |  |  |  |  |  |  |  |  |  |  |  |  |  |  |  |  |  |  |  |  |  |  |  |  |  | ----- | ---- |
| 2019 | Kawasaki |  |  |  | 16 | Rit | NP |  |  |  |  |  |  |  |  |  |  |  |  |  |  |  |  |  |  |  |  |  |  |  |  |  |  |  |  |  |  |  |  |  |  |  |  | 0     |      |

| Legenda | 1º posto        | 2º posto            | 3º posto           | A punti      | Senza punti        | Grassetto – Pole position Corsivo – Giro più veloce |
| Legenda | Gara non valida | Non qual./Non part. | Ritirato/Non class | Squalificato | '-' Dato non disp. | Grassetto – Pole position Corsivo – Giro più veloce |